# اچ‌ام‌اس رپید (۱۸۰۴)
اچ‌ام‌اس رپید (۱۸۰۴ میلادی) (به انگلیسی: HMS Rapid (1804)) یک کشتی بود. این کشتی  در سال ۱۸۰۴ ساخته شد.